# Shiinoella gracilipes
Shiinoella gracilipes är en kräftdjursart som beskrevs av M. Bourdon1972. Shiinoella gracilipes ingår i släktet Shiinoella och familjen Bopyridae. Inga underarter finns listade i Catalogue of Life.